# Rákos-patak
Le Rákos-patak (/ˈɾaːkoʃ ˈpɒtɒk/) est un ruisseau de Hongrie, affluent du Danube. Il prend sa source près du mont Margita-hegy dans les collines de Gödöllő à proximité de Szada. Il passe par Gödöllő et Pécel, pénètre ensuite dans Budapest au niveau du quartier de Rákoscsaba puis coule dans la plaine de Rákos jusqu'au Danube.